# Ghana-India Kofi Annan Centre of Excellence in ICT
Ghana-India Kofi Annan Centre of Excellence in ICT är ett universitet i Ghana.   Det ligger i regionen Storaccra, i den södra delen av landet, i huvudstaden Accra.